# The Man Who Knew Too Much (película de 1956)
The Man Who Knew Too Much (en España y en Sudamérica hispana, El hombre que sabía demasiado; en México y en América Central, En manos del destino) es una película estadounidense de 1956 dirigida por Alfred Hitchcock y protagonizada por James Stewart, Doris Day y Brenda de Banzie. Es una nueva versión de la versión británica dirigida por Hitchcock en 1934.

## Argumento
Hank (Christopher Olsen), su padre Ben (James Stewart) y su madre Josephine "Jo" Conway McKenna (Doris Day) se van de vacaciones a Marruecos. En el autobús conocen a Louis Bernard (Daniel Gélin), un hombre un poco extraño. Luego, en Marruecos, Bernard es apuñalado mientras corría en la ciudad disfrazado de marroquí. Antes de morir, le pide a Bob que entregue unos documentos a las autoridades. En su agonía, Bernard le revela a Ben que es un espía y ha descubierto un complot para asesinar al premier inglés. Bernard le encomienda a Ben la misión de evitar el magnicidio. Este secreto pone en peligro la vida de Hank (hijo de Ben y Jo), quien es secuestrado por los autores del complot con el fin de que Ben y  Jo no divulguen el complot a las autoridades inglesas.
Ben y su esposa van a Londres y tratan por su cuenta de liberar a su hijo, pasando memorables equívocos. Ben entra en la tienda de un taxidermista llamado Ambrose Chapell (en inglés, "Capilla de Ambrosio") siendo confundido con un demente. Al llegar a la verdadera Capilla de Ambrosio, Ben descubre que el reverendo y las damas de honor son los espías del complot. Aunque lo atrapan, Ben logra escapar. 
El magnicidio se ha de realizar durante un concierto en el Royal Albert Hall de Londres. En una escena de mucho suspense, Jo ve al asesino, que se prepara para disparar desde un palco. Jo lanza un grito que distrae al asesino y lo hace fallar en su intento de asesinar al premier inglés.
En represalia, los villanos se llevan a Hank a una embajada (nunca se aclara exactamente de qué país son los villanos). Jo y Ben asisten a una recepción en la embajada. Con su famosa canción Qué será, será, Jo consigue localizar a Hank: ella canta y el niño responde silbando. Ben forcejea con el último asesino, quien cae por una larga escalinata y se desnuca (se dispara con su propia pistola y muere).

## Premios
- En la  29.ª entrega de los premios Óscar, la película ganó el Óscar por mejor canción original con Qué será, será para Jay Livingston y Ray Evans.[2]

## Similitudes y diferencias con el original de 1934
- En la película de 1934, la pareja tiene nombres diferentes y está de vacaciones en Suiza en vez de Marruecos.
- En la película de 1934, la pareja tiene una hija en vez de un hijo.
- En la película de 1934, la pareja va a un templo de Londres que pertenece a un culto que adora al Dios Sol, en vez de una iglesia vagamente cristiana.
- En la película de 1934, falta el “tercer acto,” o sea, la larga escena de suspense final en la embajada.
- La película de 1934 termina en una lluvia de balas y de muerte cuando la policía rodea el escondite de los villanos y rescata a la niña.
- Ambas películas contienen una escena importante filmada en el Royal Albert Hall. A pesar de que la escena fue refilmada con nuevos actores, en color y Cinemascope, Hitchcock decidió volver a usar la Cantata Storm Clouds (“Cantata de nubes de tormenta”) de Arthur Benjamin como la música del concierto.

En la entrevista de François Truffaut a Hitchcock, él contestó en respuesta a su afirmación de que varios aspectos de la nueva versión eran muy superiores: "Digamos que la primera versión es el trabajo de un aficionado talentoso y la segunda fue hecha por un profesional".